# Top Gear Australia
Top Gear Australia è un programma televisivo australiano prodotto dalla BBC Studios Australia, in onda su SBS One dal 2008 al 2009, su Nine Network dal 2010 al 2012 ed infine su Paramount+ e Network 10 dal 2024. Come il programma originale: tratta come argomento principale le automobili. 
La serie è stata creata con Top Gear USA dopo l'originale britannica ed è presentata dagli attuali conduttori: Beau Ryan, Blair "Moog" Joscelyne, Jonathan LaPaglia e Stig.
In Italia il programma è trasmesso da DMAX e da Discovery Channel su Sky. L'edizione 2024 viene distribuita su Paramount+.

## Storia
Le prime riprese del programma iniziarono in Australia nel 2008 per il canale SBS one. I presentatori erano Steve Pizzati, Warren Brown e Charlie Cox. Prima della seconda stagione Cox ha abbandonato ed è stato rimpiazzato da James Morrison, che alla fine della serie ha lasciato le riprese con Brown. Al loro posto sono arrivati Shane Jacobson ed Ewan Page, che ancora oggi conducono il programma con Steve. Il programma chiude i battenti il 14 settembre 2011. Il 23 ottobre 2023 Paramount Australia & New Zealand annuncia il reboot del programma previsto nel 2024, trasmesso su Network Ten e in streaming su Paramount+.

## Star in a Bog Standard Car
Star in a Bog Standard Car è una rubrica in cui un personaggio famoso australiano deve fare un giro sul tracciato nel minor tempo possibile,a bordo di un'auto economica.
Nelle due prime stagioni l'auto usata è una Proton Satria Neo, mentre nelle due nuove stagioni viene usata una Ford Falcon XG ute del 1995.

## Power Laps
Power Laps è una rubrica in cui The Stig testa su una delle piste dell'aeroporto di Camden un'auto appena presentata per confrontarla con le altre già provate. La classifica è la seguente:
1. 1:06.92 – Porsche 997 GT2
2. 1:07.06 – Nissan GT-R
3. 1:07.69 – Lamborghini Murcielago LP640
4. 1:08.80 – Ford GT RHD001 (850 hp)
5. 1:08:88 – Lotus 2-Eleven
6. 1:09.46 – Nissan GT-R (limite di 180 km/h)
7. 1:10.44 – Mercedes-Benz CLK 63 AMG Black Series
8. 1:10:97 – Elfin T5
9. 1:11:18 – Audi RS6 Avant
10. 1:11.69 – Porsche 997 Carrera S PDK
11. 1:11.82 – Maserati GranTurismo S
12. 1:11.87 – Audi R8
13. 1:12.00 – Walkinshaw Performance HSV Clubsport
14. 1:12.28 – Lotus Elise
15. 1:12.56 – HSV W427
16. 1:12:88 – Elfin MS8 Streamliner
17. 1:13.40 – BMW M3
18. 1:13.53 – HSV Clubsport R8 (6.2L) wagon
19. 1:13.60 – HSV Clubsport R8 (6.2L)
20. 1:13.63 – Nissan 370Z
21. 1:13.72 – Mercedes-Benz CLS 63 AMG
22. 1:14.08 – Mercedes-Benz SL 63 AMG
23. 1:14.22 – Jaguar XF SV8 4.2 S/C
24. 1:14.28 – Mitsubishi Lancer Evolution X
25. 1:14.90 – BMW 135i Coupé
26. 1:15.19 – Walkinshaw Performance HSV Clubsport
27. 1:15.31 – BMW X6 xDrive50i
28. 1:20.41 – Ford FG Falcon XT
29. 1:22.06 – Holden VE Commodore Omega
30. 1:22.53 – Ford Falcon GTHO Phase
31. 1:28.41 – Porsche Cayenne Turbo
32. 1:44.66 – Hummer H2 Stretch Limousine
33. 2:31.46 – Ford Model T

## Doppiatori
Corrado Conforti: Steve Pizzati